# Ina Dinter
Ina Dinter (geboren 1985 in Köln) ist eine deutsche Kunsthistorikerin und Museumsleiterin.

## Leben und Beruf
Ina Dinter studierte Kunstgeschichte und Philosophie in Tübingen und Florenz. 2015 wurde sie an der Katholischen Universität Eichstätt mit der  Dissertation Claire, Rose, Blanche – James Ensors Bildstrategien in Liebesgärten, Nymphenbildern und dem Spätwerk über den belgischen Maler und Zeichner James Ensor promoviert.
Bei den Staatlichen Museen zu Berlin absolvierte Dinter ein Volontariat und kuratierte Ausstellungen in mehreren Museen, darunter das Kupferstichkabinett der Staatlichen Museen und der Hamburger Bahnhof. 2017 wurde sie Kuratorin und Ausstellungsleiterin der Nationalgalerie im Hamburger Bahnhof. 2019 wechselte sie nach Reutlingen und übernahm als Nachfolgerin von Herbert Eichhorn die Leitung des Kunstmuseums Reutlingen im Spendhaus. Am 1. März 2024 wechselte sie als dessen neue Leiterin an das Kunstmuseum Villa Zanders in Bergisch Gladbach.

## Veröffentlichungen (Auswahl)
als Autorin, Co-Autorin, Herausgeberin
- Lawrence Abu Hamdan. The Voice Before the Law. Wienand Verlag, Köln 2019 (deutsch/englisch) ISBN 978-3-86832-552-2, Ausstellungskatalog.
- Mit Aleksandra Jach, Antje Majewski: How to talk with birds, trees, fish, shells, snakes, bulls and lions. Kettler Verlag, Dortmund 2018 (deutsch/englisch), ISBN 978-3-86206-716-9, Ausstellungskatalog.
- Sam Pulitzer. Whim or Sentiment or Chance. Wienand Verlag, Köln 2018, ISBN 978-3-86832-496-9, Ausstellungskatalog.
- Mit Hein-Th. Schulze Altcappenberg: Wir suchen das Weite. Reisebilder von Albrecht Dürer bis Olafur Eliasson im Kupferstichkabinett. Nicolai, Berlin 2016, Ausstellungskatalog.
- Claire, Rose, Blanche. – James Ensors Bildstrategien in Liebesgärten, Nymphenbildern und dem Spätwerk. Berlin: epubli, 2015, ISBN 978-3-7375-6980-4, Dissertation.
- James Ensor. Das druckgraphische Werk aus der Sammlung Deckers. Wienand, Köln 2023, ISBN 978-3-86832-756-4.